# Język jazgulamski
Język jazgulamski (jazgulami, jazguljamski, yazgulami) – język pamirski, którym posługują się mieszkańcy doliny rzeki Jazgulom w Górskim Badachszanie. W użyciu jest także język tadżycki.

## Dialekty[1]
- dolnojazgulamski
- górnojazgulamski